# Стеарин
Стеари́н (фр. stéarine < грец. στέαρ — «жир», «сало») — тригліцерид, органічний продукт, формула C57H110O6. Це може бути інтерпретовано як потрійний естер, в якому три OH-групи гліцерину пов'язані з трьома молекулами стеаринової кислоти.
Залежно від контексту, стеарином також називають суміш пальмітинової (C15H31COOH) і стеаринової (C17H35COOH) кислот або естергліцериновий ефір цих кислот.
Стеарин безбарвний, без запаху і смаку. Температура плавлення стеарину, залежно від складу, коливається в діапазоні від 60 до 70 °C. Стеарин присутній у багатьох рослинних і тваринних жирах. Це основний компонент яловичого жиру, жиру в горбах верблюдів і масла з какао. Під дією каустичної соди, тристеарин дає стеарат натрію. Він використовується у виробництві мила, свічок і текстилю.
При виготовленні мила тристеариновий естер змішується в воді з гідроксидом натрію. У цій реакції утворюється гліцерин і мило.